# Stenopogon elizabethae
Stenopogon elizabethae là một loài ruồi trong họ Asilidae. Stenopogon elizabethae được Martin miêu tả năm 1968. Loài này phân bố ở vùng Tân nhiệt đới và Tân Bắc giới.